# Magdalena Antonelli Moreno
Magdalena Antonelli Moreno (San Carlos, Maldonado, 9 de mayo de 1877 - 1955) fue una maestra y política uruguaya.

## Biografía
Luchó activamente por la conquista de los derechos civiles de la mujer.
Perteneciente al Partido Colorado, fue la primera mujer electa diputada por este lema, y una de las primeras mujeres diputadas del país y del continente.
Fue elegida en los comicios de 1942, al mismo tiempo que la comunista Julia Arévalo de Roche y las senadoras coloradas Sofía Álvarez Vignoli e Isabel Pinto de Vidal.